# بروك ويتني
بروك ويتني (بالإنجليزية: Brooke Whitney)‏ هي لاعبة هوكي الجليد أمريكية، ولدت في 12 أكتوبر 1979 في سنوهوميش في الولايات المتحدة.

## وصلات خارجية
- بروك ويتني على موقع EliteProspects.com (الإنجليزية)